# Matthew Yglesias
Matthew Yglesias (nacido el 18 de mayo de 1981) es un periodista y bloguero estadounidense especializado en economía y política, mayoritariamente desde una perspectiva socioliberal y progresista. Yglesias ha escrito columnas y artículos para medios como The American Prospect, The Atlantic y Slate. Actualmente es columnista y editor de Vox, sitio web de Vox Media que cofundó en 2014.

## Vida y estudios
Su padre, Rafael Yglesias, es guionista y novelista. Sus abuelos paternos fueron los novelistas José Yglesias y Helen Bassine. Su abuelo paterno era de ascendencia hispano-cubana; sus otros tres abuelos eran judíos con orígenes en Europa Oriental.
Yglesias realizó sus estudios secundarios en la Dalton School de Nueva York y sus estudios universitarios de filosofía en Harvard, de donde se graduó magna cum laude. Fue editor en jefe del periódico semanal The Harvard Independent.

## Carrera
A comienzos de 2002, aún en su etapa universitaria, Yglesias inició un blog enfocado principalmente en política estadounidense, a menudo desde una perspectiva abstracta y filosófica. En él apoyó la idea de invadir Irak, Irán y Corea del Norte, tildando incluso a estos países de «malignos» (evil). Años después se retractó de sus ideas sobre la guerra en Irak.
Yglesias se unió a la revista política progresista The American Prospect tras graduarse de Harvard en 2003. Su producción escrita durante este periodo apareció con regularidad en el blog colaborativo TAPPED.
Entre junio de 2007 y agosto de 2008 escribió para The Atlantic Monthly y mantuvo un blog en el sitio web de tal medio. En julio de 2008 anunció su partida de The Atlantic Monthly y su nuevo empleo en el think tank progresista Center for American Progress; explicó que extrañaba «el sentido de compañerismo que viene de trabajar con colegas de ideas similares en una empresa común» y que buscaba «ayudarlos a promover su misión». Por tres años escribió para ThinkProgress, el blog del Center of American Progress. El 11 de noviembre de 2011 se retiró de ThinkProgress y pasó a ser corresponsal de negocios y economía de la revista en línea Slate.
Yglesias fue el epónimo de un galardón creado y ofrecido por Andrew Sullivan en su blog: el «Yglesias Award», un premio para aquellos «escritores, políticos, columnistas y peritos que critican su propio lado, hacen enemigos entre sus aliados políticos y en general arriesgan algo por causa de expresar lo que creen».

### Vox
En febrero de 2014 dejó Slate y se unió a Vox Media, para colaborar con Ezra Klein en la creación del sitio web de noticias y análisis político Vox.

## Libros en inglés
- 2012, The Rent Is Too Damn High, Simon and Schuster, (ISBN 978-1-4516-6329-7)
- 2008, Heads in the Sand: How the Republicans Screw Up Foreign Policy and Foreign Policy Screws Up the Democrats, Wiley, (ISBN 978-0-470-08622-3)
- 2008, Long Philosophical Rant about Spider-Man 2, Ultimate Blogs: Masterworks from the Wild Web, Editor Sarah Boxer, Random House, Inc., (ISBN 978-0-307-27806-7)
- 2008, The Media, The 12-Step Bush Recovery Program, Gene Stone, Carl Pritzkat, Tony Travostino, Random House, Inc., (ISBN 978-0-8129-8036-3)